# Vietnam International 2012
Die Vietnam International 2012 im Badminton fanden vom 26. März bis zum 1. April 2012 in Hanoi statt.

## Sieger und Platzierte
| Disziplin    | Gold                                    | Silber                                         | Bronze                                       |
| ------------ | --------------------------------------- | ---------------------------------------------- | -------------------------------------------- |
| Herreneinzel | Derek Wong Zi Liang                     | Wisnu Yuli Prasetyo                            | Sai Praneeth                                 |
| Herreneinzel | Derek Wong Zi Liang                     | Wisnu Yuli Prasetyo                            | Ashton Chen Yong Zhao                        |
| Dameneinzel  | Nitchaon Jindapol                       | Ayumi Mine                                     | Bellaetrix Manuputty                         |
| Dameneinzel  | Nitchaon Jindapol                       | Ayumi Mine                                     | Busanan Ongbumrungpan                        |
| Herrendoppel | Ricky Karanda Suwardi Muhammad Ulinnuha | Markus Fernaldi Gideon Agripina Prima Rahmanto | Tarun Kona Arun Vishnu                       |
| Herrendoppel | Ricky Karanda Suwardi Muhammad Ulinnuha | Markus Fernaldi Gideon Agripina Prima Rahmanto | Praveen Jordan Didit Juang Indrianto         |
| Damendoppel  | Pia Zebadiah Rizki Amelia Pradipta      | Amelia Alicia Anscelly Soong Fie Cho           | Rie Eto Yu Wakita                            |
| Damendoppel  | Pia Zebadiah Rizki Amelia Pradipta      | Amelia Alicia Anscelly Soong Fie Cho           | Keshya Nurvita Hanadia Devi Tika Permatasari |
| Mixed        | Hafiz Faizal Pia Zebadiah               | Danny Bawa Chrisnanta Vanessa Neo Yu Yan       | Andhika Anhar Keshya Nurvita Hanadia         |
| Mixed        | Hafiz Faizal Pia Zebadiah               | Danny Bawa Chrisnanta Vanessa Neo Yu Yan       | Nova Widianto Devi Tika Permatasari          |